# ジェイク・E・リー
ジェイク・E・リー（Jake E. Lee、本名：Jakey Lou Williams、ジェイキー・ルー・ウィリアムズ、1957年2月15日 - ）は、アメリカ合衆国出身のギタリスト、作曲家、音楽家である。オジー・オズボーン、バッドランズ、レッド・ドラゴン・カーテルでの活躍が著名。父親がウェールズ系アメリカ人で母親が日本人のハーフ。バージニア州ノーフォーク市生まれ。身長175cm。

## 経歴

### デビューまで
幼少期にピアノのレッスンを受け、姉の弾くギターにあわせてピアノをプレイするようになる。その後ジミ・ヘンドリックス、トミー・ボーリン等を聴いて自身もギターを始める。尚、この若年の頃から既にロビン・クロスビーら後のLAメタルの面々とは地元ビーチをホームとするサーファー仲間としての交流が始まり、後のバンド活動に展開する。

### ラット時代
サンデイエゴでTeaserを結成し活躍後、1980年にミッキー・ラットと呼ばれるバンドに加入。後にこのバンドがラットとなった。彼らはシングル、"Dr. Rock"/"Drivin On E"をリリース。ラットを脱退後、ラフ・カットに加入するもすぐにオジー・オズボーンのバンドのオーディションを受けるために脱退。

### オジー・オズボーン・バンド在籍時
オジー・オズボーン・バンドに迎えられたことで早速渡英、ウォームアップを兼ねたステージ･デビューを果たす。その後U.Sフェスティバルに出演し喝采を浴びる。アルバムでは『月に吠える（BARK AT THE MOON）』（1983年）と『罪と罰（THE ULTIMATE SIN）』（1986年）の2枚に参加。その後オズボーンのバンドから解雇される。

### バッドランズ時代
レイ・ギラン(1993年没）らとバッドランズ (バッドランズ)を結成、2枚のアルバムを発表するもレコード契約を解除されてしまう。音楽的には、ブルースからの影響を持ち込んだハードロック/ヘヴィ・メタルであった。

### ソロ時代
後に旧友である元ラットのベーシスト、フォアン・クルーシェー所有のスタジオにて全曲インストゥルメンタルのフルアルバム『Fine Pink Mist』の制作に取り組むが、作業は長期化し、契約の諸問題等を抱えてのリリースとなった。楽曲も実験的なものが多く、それまでの彼のスタイルからかけ離れたものであったために、ファンの間でも賛否両論巻き起こった。
1990年代から2000年に掛けて多数のトリビュート作品に参加。ヴァン・ヘイレン等のトリビュートアルバムを他のアーティストを招きレコーディング。またヴォーカリストのマンディ・ライオンとのプロジェクト、ウィッキッドアライアンスを始動させる。2000年にはロブ・ロックのアルバムに参加。
2005年、9年ぶりのソロ・アルバム『リトレイスド〜塊顧〜』をリリース。このアルバムは60年代と70年代のブルースカヴァー作品である。2008年にはハードロックバンド「イナフ・ズナフ」のアルバム『ディソナンス』（発表は2009年）のレコーディングに参加したが、リリース後のツアーには参加しないことが発表された。
1990年代から長らく自身の音楽活動は単発的な活動にとどまり、一時は音楽活動から殆ど遠ざかっていた(一時はドラッグとアルコールの更生施設に居たことも明かしている)が、2011年頃からラスヴェガスに転居したのを境に本格的に音楽活動を再開し、2013年にシャーベルのギタークリニックの為にウォーレン・デ・マルティーニと共に久々の来日を果たす。同年、自身のバンドである「レッド・ドラゴン・カーテル」名義で久し振りにアルバムをリリース、デビューアルバム「レッド・ドラゴン・カーテル」はビルボードで69位にランクインするヒットを記録した。
2024年10月15日早朝、ラスベガスで愛犬と散歩中に何者かに前腕、背中、足の3か所を無差別銃撃され、病院に搬送された。命に別状はなかったが犯人はそのまま逃亡、動機は不明とされる。なお、愛犬は無傷であったとの報告もなされている。

## 使用機材
オジー時代のメインギターはシャーベルの工房で改造を施した1974年製フェンダー・ストラトキャスターにシャーベルのロゴを貼り付けたもので、ピックアップのレイアウトはSSH。シングルコイルはディマジオのSDS-1を逆スラントに取り付け、リアのピックアップはセイモア・ダンカンのアラン・ホールズワースモデル（現在絶版）が取り付けられる。ブリッジはハードテイルである。
他には、シャーベル製アラン・ホールズワース･モデルを改造した個体、ジャクソン製ランディ・ローズ･モデルを使用していた。
その後、シャーベルから前述のギターをもとにしたオリジナルモデルの提供をうける。
アンプはJose Arredondo改造のマーシャル100Wやイギリスで購入したマーシャル50Wを使用。エフェクターは主にBOSSのコンパクトを使用した。
オジー時代初期にはレキシコンPCM-41も使用しステレオアウトプットしたが、コーラス効果によりごまかしの効くいい加減なプレイをする様になった事が嫌で外された。
バッドランズ期にはシャーベルの他にシャーベルとほぼ同じ仕様のESP製シグネイチャーモデルを使用。
こちらのモデルは全てミディアムスケールである。リアピックアップにはセイモア・ダンカンのJBモデルが取り付けられている。
音楽活動再開後は再びシャーベルと契約、かつて使用していた改造ストラトキャスターを元にしたモデルが登場した。ちなみに、元となった改造ストラトキャスターは既に手放しており所有していない。
スタジオでは様々なアンプを使用するがステージでは主にEVH 5150 III 100Wを使用している。エフェクターは基本的にコンパクトエフェクターを中心にまかなっている。
2018年のパティナ(Patina)のツアーではFREEDMANのアンプがステージでのメインアンプに変更される。

## ディスコグラフィ

### オジー・オズボーン
- 月に吠える - Bark at the Moon（1983年）
- 罪と罰 - The Ultimate Sin（1986年）

### アン・ルイス
- 数枚のアルバムにギターで参加。「Virgin Land」は1990年代に放送されたアニメ「ジャングルの王者ターちゃん」のEDで採用される(ジェイクのオジー時代のようなLAメタルスタイルのプレイを聴くことができる貴重な作品)。

### バッドランズ
- バッドランズ - Badlands（1989年）
- ヴードゥー・ハイウェイ - Voodoo Highway（1991年）
- ダスク - Dusk（1998年） - 解散後に発表されたデモ音源集。

### ソロ
- ファイン・ピンク・ミスト - A Fine Pink Mist（1996年）
- リトレイスド〜塊顧〜 - Retraced（2005年）
- ランニン・ウィズ・ザ・デヴィル〜悪魔のハイウェイ（2008年） - 過去に参加してきたトリビュート・アルバムからの曲を収録したコンピレーション・アルバム。

### イナフ・ズナフ
- ディソナンス - Dissonance（2009年）

### レッド・ドラゴン・カーテル
- レッド・ドラゴン・カーテル - Red Dragon Cartel（2014年）
- パティナ - Patina（2018年）